# Marachernes perup
Espèce
Marachernes perup est une espèce de pseudoscorpions de la famille des Chernetidae.

## Distribution
Cette espèce est endémique du South West en Australie-Occidentale. Elle se rencontre vers Manjimup.

## Description
La femelle holotype mesure 2,66 mm.

## Étymologie
Son nom d'espèce lui a été donné en référence au lieu de sa découverte, la réserve naturelle Tone-Perup.

## Publication originale
- Harvey, 1992 : A new genus of myrmecophilous Chernetidae from southern Australia (Pseudoscorpionida). Records of the Western Australian Museum, vol. 15, p. 763-775 (texte intégral).